# Josep Benseny Piñol
Josep Benseny Piñol (Lleida, 15 de gener de 1914 - Lleida, gener de 1952) fou un pintor, gravador i caricaturista català. Un dels artistes lleidatans amb més talent de la seva generació. Fou un artista autodidacta i polifacètic, dotat amb una personalitat encisadora i amb gran facilitat pel dibuix i la pintura. La seva mort prematura l'any 1952 posava fi a una curta trajectòria sense la qual resulta molt difícil explicar el món artístic durant la postguerra lleidatana.

## Introducció
Quan l'any 1940 Josep Benseny va haver d'omplir un qüestionari per confeccionar un catàleg dels artistes actius de l'Estat espanyol, a la pregunta sobre quins havien estat els mestres i les escoles que l'havien iniciat en el món artístic, contestà amb sinceritat: "El natural. Estudis de caràcter exclusivament autodidacta. Continuen d'ençà de la meva joventut."
Així com Leandre Cristòfol i Antoni Garcia i Lamolla van poder formar-se artísticament a Lleida, assistint a l'acadèmia del pintor Justo Almela, i altres com els Jaume Morera, Xavier Gosé, Viladrich o Baldomer Gili i Roig ho van fer lluny de la ciutat, Benseny va haver d'instruir-se sense l'ajut de cap mestre, guiant-se únicament pels arguments que li dictava la seva intuïció, visitant les sales del Museu Morera o viatjant sovint a Barcelona per impregnar-se de l'orientació que prenien els darrers moviments artístics. L'admiració per la seva figura s'engrandeix quan es fa palès que l'excel·lència de la seva obra és fruit de l'autodidactisme.
Després de la guerra civil, davant l'exili generalitzat d'intel·lectuals lleidatans, com ara Enric Crous-Vidal, Lamolla o Josep Viola i Cristòfol internat en un camp de treball al Marroc... Lleida va quedar molt debilitada en el terreny de les arts i Benseny, que va ser l'únic artista digne d'ésser remarcat que es va quedar a la ciutat després de 1939, va aglutinar entorn seu un grup de joves pintors i dibuixants que van reactivar l'activitat artística de la ciutat. D'entre ells cal destacar a Josep Barberà, Antoni Ramos, Francesc Charles Pardell, Manel Borges, Ernest Ibàñez Neach, Ramon Fontova, Lluís Montull, Manel Niubó o Joan Crous. Així doncs, Benseny fou un artista pont entre dos períodes clau del segle xx, esdevenint un dels protagonistes de la represa artística de la ciutat de Lleida en temps de postguerra.
També es va interessar per la música i la literatura. Col·laborà regularment a les revistes "Tribuna", "Art" i "Tarea" amb crítiques artístiques plenes d'ironia i sarcasme que signà amb el pseudònim de Pulvis.
Amb el suport de Cristòfol, Manel Niubó, Antoni Abad Gil, Marià Gomà i Francesc Charles Pardell va col·laborar en la creació del Cercle de Belles Arts de Lleida, que va anar creixent fins a rebre, el 4 de febrer de 1947, el consentiment oficial per part del Governador Civil de l'època, Carrero Cejudo.

## La seva obra
| «                       | Tota l'obra de Benseny és un esforç per depasar dificultats. No només d'aprenentatge, sinó de materials. Una necessitat de pintar que s'expressa a través de suports rudimentaris, cartrons, papers o teles preparades amb procediments elementals. Sense cap luxe que l'acompanyés, tret de la il·luminació de l'art. | » |
| — (Josep Miquel Garcia) | |   |

Josep Benseny va desenvolupar la seva vocació artística mitjançant la pintura, el gravat i la caricatura, però va ser, sobretot, en la pintura de paisatges on va bolcar tota la seva expressivitat i creativitat.
"El tema del paisatge no era nou en la pintura lleidatana, que comptava amb precedents tan significatius com els dels pintors Jaume Morera o Baldomer Gili i Roig; cap d'ells dos, però, interpretaren la ciutat de Lleida, la seva rodalia, els seus carrers i els seus habitants, com Josep Benseny. Coneixem de Jaume Morera obres amb temes de la plaça de l'Ereta o de l'església de Sant Llorenç, i panoràmiques de la Banqueta de Gili i Roig, però fou Benseny qui representà prolíficament el tipisme urbà de la ciutat; no el monumental i tòpic, sinó el perifèric: El Canyeret, la Banqueta, l'Estació del Ferrocarril, o de la Cerdera. Només Lamolla va compartir amb ell l'encís del Canyeret i restaren els seus dibuixos i pintures com a record i testimoni d'aquella Lleida que conservava encara la fesonomia històrica i rural."
Aquests van esdevenir els motius de referància principals de l'obra de Benseny, però la seva passió per descobrir nous temes que el plantegessin nous reptes artístics el va portar a realitzar freqüents excursions, juntament amb altres artistes lleidatans, als Pirineus, Pinyana o als pobles del secà, i l'any 1943, gràcies a unes vacances estiuenques, Mallorca i la Costa Brava. Llançà, Roses, Cadaqués, L'Escala o Blanes li van permetre experimentar amb el mar, les onades, les roques i la seva paleta es va omplir de llum, voluptuositat i calidesa.
La seva obra pictòrica es caracteritzà per emprar tècniques i recursos heretats de l'impressionisme —única forma d'expressió plàstica relativament moderna acceptada pel franquisme—, Benseny tenia una capacitat excepcional per reflectir l'emoció artística i la pròpia personalitat en els seus treballs, fet que el podia aproximar als preceptes expressionistes.
D'això és un clar exemple la sèrie de 26 gravats en linòleum que va fer sobre el barri del Canyeret i que va exposar per primera vegada el maig de 1948, a la galeria Paheria de Lleida. Aquesta tècnica li va permetre simplificar el dibuix al màxim, mitjançant una síntesi de línies i taques de llum i ombra amb la finalitat d'aconseguir una composició molt expressiva i subjectiva, que representés la realitat totalment nua, sense cap ornamentació. Ell mateix, es va expressar així a la revista Ciudad, l'any 1949:
| «               | El arte del grabado en corte es de factura noble. Una de las más nobles y simples que existen. Acaso la más simple; la más antigua sin duda alguna, como método de reproducción, y, con todo y su simplicidad, también de una mayor dificultad, por cuanto lo tiene el glosar claramente, en recios trazos la complejidad de la idea. | » |
| — Josep Benseny | |   |

"En la sèrie del Canyeret, Benseny aprofita les línies que defineix la tècnica mateixa, per accentuar la sensació de decadència i desolació que viu el barri i aprofundir en el dramatisme a partir de jocs de llum i ombra sobre els carrerons estrets, marcats alguns per la presència humana -expressament desdibuixada i barrejada amb l'entorn- i mostrats a partir d'una perspectiva molt baixa que ens fa contemplar el barri quasi soterrats pels edificis delimitats contra petits trossos de cel."

## Exposicions individuals
- 1933 Cercle Mercantil, Lleida.
- 1934 Museu d'Art Jaume Morera, Lleida
- 1936 Casino Mercantil, Lleida.
- 1939 Cercle Comarcal Lleidatà, Barcelona.
- 1942 Estudio Labor, Lleida.
- 1948 Galeria Paheria, Lleida.
- 1951 Sala Llorens, Lleida.
- 1952 Cercle de Belles Arts, Lleida.
- 1967 Cambra de Comerç, Lleida.
- 1979 Galeria Cop d'Ull, Lleida.
- 1987 Sala Benseny, Lleida.
- 2000 Museu d'Art Jaume Morera, Lleida.

## Exposicions col·lectives
- 1934 Artistas Leridanos, Cercle Comarcal Lleidatà, Barcelona.
- 1935 II Exposición de Primavera, Lleida.
- 1940 Exposición del S.E.U., Lleida.
- 1942 Museu d'Art Jaume Morera, Lleida.
- 1943 II Exposición Provincial de Arte, Lleida.
- 1944 I Exposición de Humoristas, Lleida.
- 1944 Exposición Provincial de Arte, Antic Hospital de Santa Maria, Lleida.
- 1945 III Exposición Provincial del Productor. Lleida.
- 1948 Cercle de Belles Arts, I.E.I., Lleida.
- 1949 Cercle de Belles Arts, Lleida.
- 1951 Medalla Social, Cercle de Belles Arts, Lleida.